# Dynamische filtratie
Dynamische filtratie is een scheidingsproces voor afscheiding van vaste delen uit een vloeibare fase door middel van filtratie. Dynamische filtratie is het proces waarin op een grofmazig dragermateriaal (een filter met een typische porie-grootte van 3 tot 500 μm) een filtrerende vaste laag wordt opgebouwd met een beduidend kleinere poriegrootte. De term dynamisch refereert aan de veranderlijke structuur van de filtrerende laag. Ten opzichte van micro- en ultrafiltratie kenmerkt dynamische filtratie zich door:
- hogere fluxen (40 - 900 L/m²uur)
- lagere drukval over het filter (1 - 50 cm waterkolom)
- een minder goede filtraatkwaliteit (2 - 10 mg/L onopgeloste bestanddelen), doordat er geen sprake is van een absolute barrière voor kleinere deeltjes

## Toepassing
Gerapporteerde onderzoeks- en praktijkervaringen met dynamische filtratie (sinds 2000) richten zich voornamelijk op de afscheiding van biologische zuiveringsslib (actief slib) van het biologisch gezuiverde afvalwater. Voor deze toepassing van slibretentie bestaan de af te scheiden deeltjes uit biologisch slib, dat bestaat uit aggregaten (vlokken) van bacteriën, die verantwoordelijk zijn voor het biologische zuiveringsproces. Het (meestal op oppervlaktewater) te lozen gezuiverde afvalwater dient hiervoor vergaand ontdaan te zijn van het actief slib. Dynamische filtratie biedt een mogelijk alternatief voor huidige tussen- en nabezinktanks in actief slib installaties en is thans nog in de ontwikkelingsfase.